# ديفوريست كوفان
ديفوريست كوفان (بالإنجليزية: DeForest Covan)‏ مواليد 9 سبتمبر 1917 في شيكاغو - الوفاة 8 سبتمبر 2007 في لوس أنجلوس، هو ممثل أمريكي بدأ مسيرته الفنية سنة 1936. امتدت مسيرته الفنية لأكثر من 58 عاما.

## الأعمال
- روكي
- نيويورك، نيويورك

## روابط خارجية
- ديفوريست كوفان على موقع IMDb (الإنجليزية)
- ديفوريست كوفان على موقع ديسكوغز (الإنجليزية)
- ديفوريست كوفان على موقع قاعدة بيانات الفيلم (الإنجليزية)